# Teenage Mutant Ninja Turtles III: Radical Rescue
Teenage Mutant Ninja Turtles III:Radical Rescue, conocido en Europa como Teenage Mutant Hero Turtles III: Radical Rescue y en Japón como  Teenage Mutant Ninja Turtles 3: Turtles Kiki Ippatsu (Teenage Mutant Ninja Turtles 3: タートルズ危機一発?), es un videojuego de Game Boy de Konami, lanzado en noviembre de 1993. Es el tercer y último juego de Game Boy basada en la franquicia de las Tortugas Ninja, tras la caída del clan de los pies y la vuelta de las alcantarillas.

## Historia
El jugador empieza el juego tomando el control de Miguel Ángel, que debe rescatar a las otras tortugas, junto con Splinter y April O'Neil. A diferencia de otros juegos basados en la franquicia, se trata de una acción de desplazamiento que recuerda la aventura de Metroid y el Castlevania más tarde: Symphony of the Night. Cada tortuga tiene una habilidad diferente que es necesario para terminar el juego. Miguel Ángel puede asomar utilizar su nunchakus como un helicóptero, Leonardo puede perforar el suelo girando con su katana, Rafael puede esconderse en su concha para entrar en los pasajes que de otra manera demasiado pequeño como para entrar, y Donatello puede pegarse a las paredes subir.
Los jefes son Scratch, Dirtbag, un Triceraton, Escala Tale, y Shredder (en este juego conocido como Cyber-Shredder).